# Speed Mad
Pour plus de détails, voir Fiche technique et Distribution.
Speed Mad est un film muet sorti le 15 juillet 1925, réalisé par Jay Marchant et écrit par Malcolm Stuart Boylan (en) et par Dorothy Howell. C'est un film d'action.

## Distribution
- William Fairbanks : Bill Sanford
- Edith Roberts : Betty Hampton
- Lloyd Whitlock : Alan Lawson
- Melboume MacDowell : Jonh Sanford
- Johnny Fox : Freckles Smithers
- Florence Lee : Grand-Mère Smithers
- Charles K. French : Charles Hampton